# Kriegerdenkmal Schadewohl

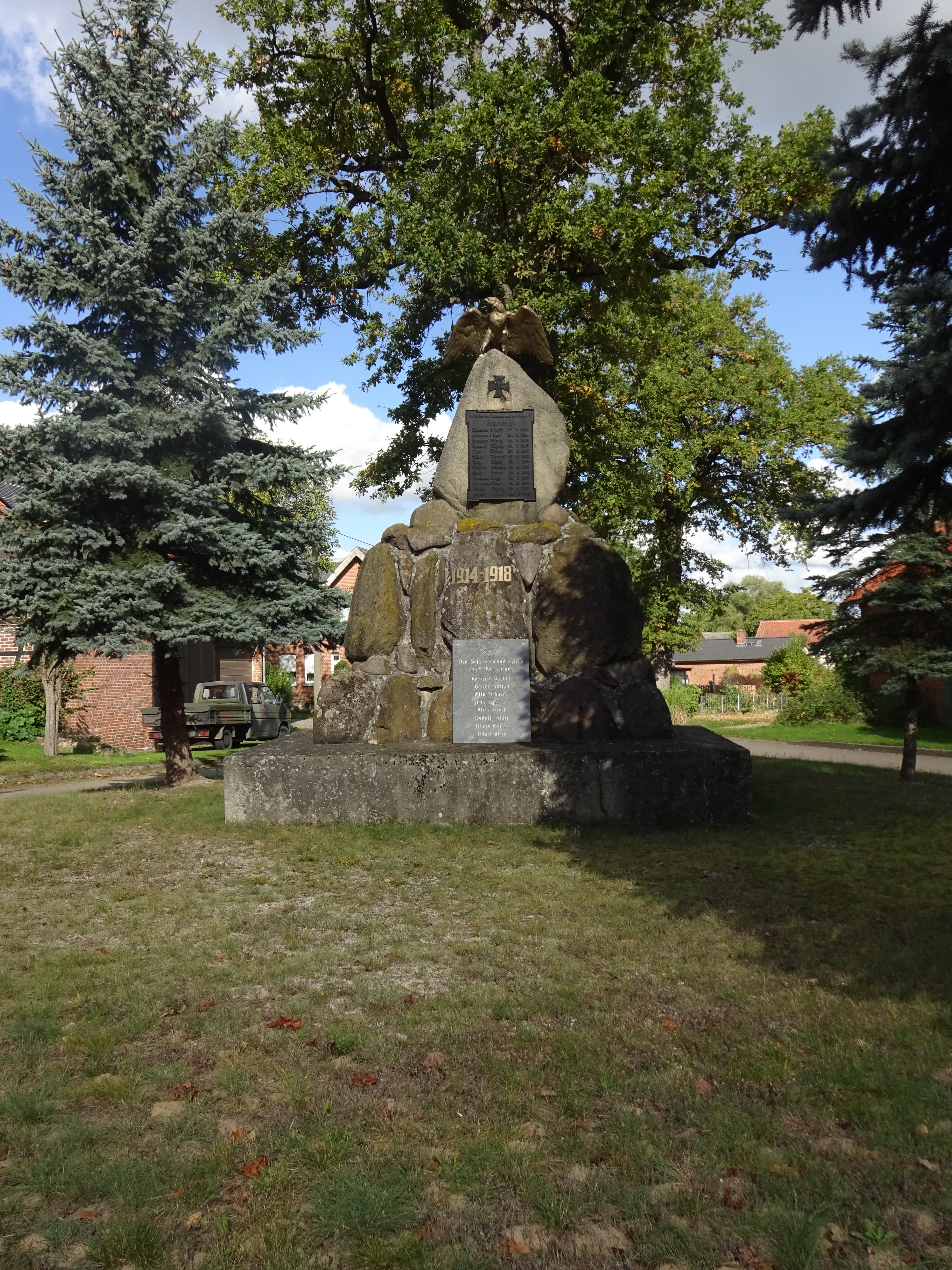
Kriegerdenkmal Schadewohl

Das Kriegerdenkmal Schadewohl ist ein denkmalgeschütztes Kriegerdenkmal im Ortsteil Schadewohl der Gemeinde Diesdorf in Sachsen-Anhalt. Im örtlichen Denkmalverzeichnis ist das Kriegerdenkmal unter der Erfassungsnummer 094 25318 als Kleindenkmal verzeichnet.

## Allgemeines
Das Kriegerdenkmal Schadewohl befindet sich auf einer Freifläche in der Mitte des Ortes. Es wurde ursprünglich für die gefallenen Soldaten des Ersten Weltkriegs errichtet, wie an den dominanten Jahreszahlen 1914–1918 auf halber Höhe des Denkmales gut erkennbar ist. Es besteht aus Findlingen in Form einer Pyramide auf einem Sockel. Verziert ist das Denkmal im oberen Drittel mit einem Eisernen Kreuz und gekrönt von einem Adler mit ausgebreiteten Schwingen. Oberhalb der Jahreszahlen befindet sich eine Gedenktafel für die Gefallenen des Ersten Weltkriegs und unter den Jahreszahlen eine später dazugestellte Gedenktafel für die Gefallenen des Zweiten Weltkriegs.
Im Kreisarchiv des Altmarkkreises Salzwedel ist die Ehrenliste der Gefallenen des Ersten Weltkriegs erhalten geblieben. Auf dem örtlichen Friedhof ist ein Soldatengrab erhalten geblieben.

## Inschrift
Erster Weltkrieg
Zweiter Weltkrieg